# Historia de los judíos en Paraguay
La historia de los judíos en Paraguay comienza con el arribo de los flujos migratorios, principalmente de Europa, a fines del siglo XIX y el siglo XX Durante los años 20 llegaron a Paraguay judíos de Polonia, Ucrania y Alemania.
Después de la Segunda Guerra Mundial, más judíos llegaron al país, como sobrevivientes, pero muchos de ellos optaron por trasladarse a los vecinos Argentina (el hogar de la mayor comunidad judía en América Latina), y Brasil, o hicieron aliá (emigraron) a Israel
Actualmente, la comunidad judeoparaguaya está constituida por aproximadamente 1.000 personas, la mayoría de ellas siendo asquenazíes  y habitan en Asunción. La comunidad ha sufrido actos antisemitas aislados aunque en aumento en los últimos años.Desde los años 90 se observa una disminución de la comunidad principalmente debido a la emigración, principalmente a Israel, Estados Unidos y Argentina.

## La Unión Hebraica del Paraguay
Fue fundada en 1920 y reúne a los judíos asquenazíes. Uno de sus primeros objetivos fue la construcción de un salón para oficios religiosos y otro para actos sociales. En 1924 adquirieron un predio en la calle General Díaz, y pusieron la piedra fundamental en 1926. Hasta el año 2009, allí funcionaron el templo y salón social.

## El bosque de Israel
Fue creado en el mes de abril de 2002, por la Asociación Shalom del Paraguay y el Instituto Cultural Paraguayo Israelí, en conmemoración de la creación del Estado de Israel. Localizado en el Parque Ñu Guasú, el espacio verde más importante de la Gran Asunción, sobre la autopista al aeropuerto. .
Algunas de las especies son: tajy, jacaranda, timbó, petereby, mbocayá, ybyrá pytá, chivato, entre otros. Actualmente el bosque ya cuenta con más de 200 árboles, varios de ellos en peligro de extinción como el: trébol, urundey, palosanto y un rincón con plantas del chaco paraguayo como son: aromita, guayacán, verde olivo, caranday, samu’u.

## Museo judío
El Museo Judío del Paraguay “Doctor Walter Kochmann” fue  inaugurado en noviembre de 2013 por la Unión Hebraica. La instalación consta de tres bloques. El primero cuenta con materiales que indican sobre las actividades de los judíos, creencias y simbologías. El sector central, que la colectividad considera de mayor importancia, es la zona del Holocausto en donde representan las vicisitudes experimentadas en el campo de concentración en Alemania.
El tercero, llamado la sala de la Esperanza que muestra la historia de la llegada de los judíos en Paraguay

## Personas destacadas
- Axel Bachmann: gran maestro de ajedrez.
- Osvaldo Ortiz Faiman: arquitecto, productor y director de cine. [cita requerida]
- Juan Serrano: Empresario, universitario.
- Benjamín Barán Cegla: científico y docente.[cita requerida]
- Olga Blinder: pintora, grabadora y escultora.
- Jacobo Friedmann: empresario
- Alfredo Friedmann Zarza: Empresario, Ciudad del Este Paraguay
- Emmanuel Friedmann: exdiputado del Parlasur; empresario
- Rodolfo Friedmann: exgobernador del departamento del Guairá, exsenador y ex ministro
- Sara Karlik: narradora y dramaturga.
- Gustavo Köhn: periodista deportivo.
- Isaac Kostianovsky: periodista y empresario.
- Josefina Pepa Kostianovsky: periodista de prensa escrita, radial y televisiva.
- Sonia Marchewka: exmodelo y actriz de teatro y televisión.
- Juan Ramírez Biedermann: escritor, abogado y músico de la banda Sabaoth.
- Jacobo Rauskin: poeta.
- Armando Rubín: actor y crítico de cine.
- Arturo Rubín: periodista deportivo.
- Humberto Rubín: periodista de prensa radial y televisiva.
- Leo Rubín: periodista, productor y empresario.
- Palo Rubín: presentador de TV.
- Pelusa Rubín: presentadora de TV.
- Alfredo Seiferheld:  historiador, escritor y periodista.
- Carlos Schvartzman: compositor, arreglador y orquestador.
- Gabriela Schvartzman: profesora y política.
- Mauricio Schvartzman: poeta, periodista, ensayista y profesor universitario.
- Sergio Kostianovsky Cymerman: publicista

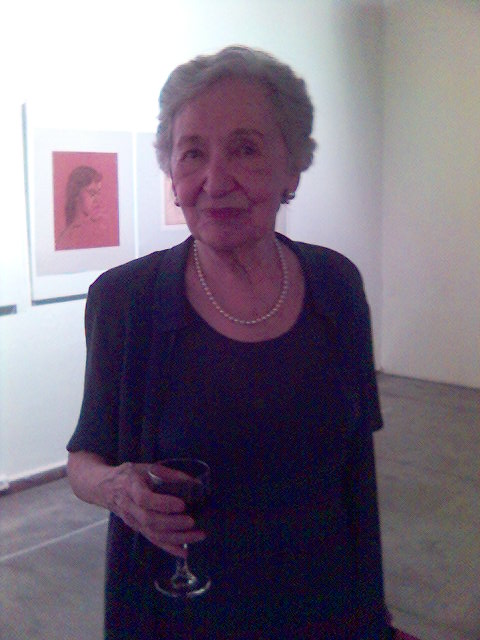
Olga Blinder
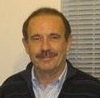
Arturo Rubín
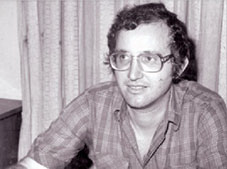
Alfredo Seiferheld
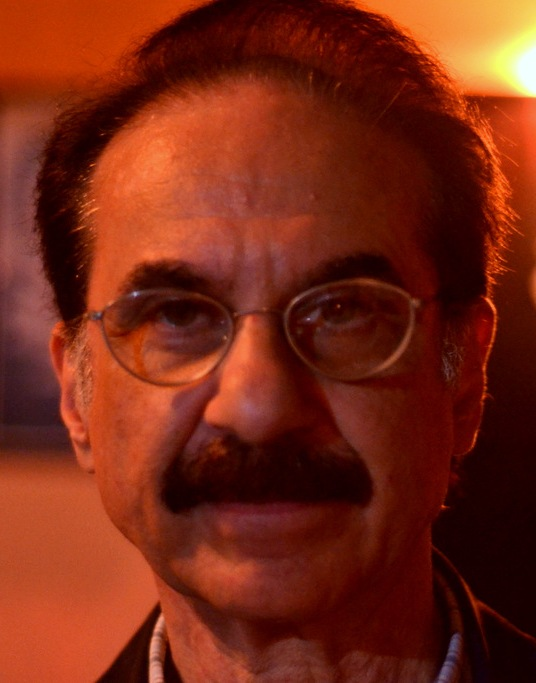
Carlos Schvartzman
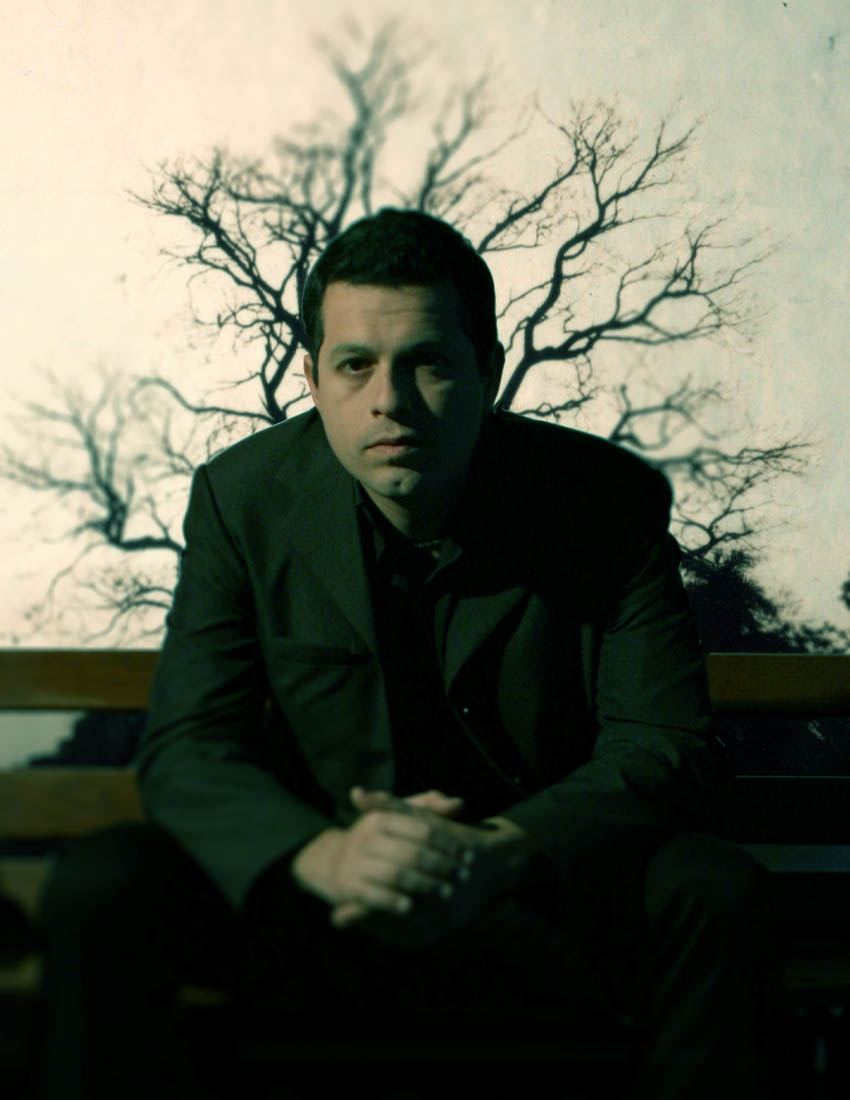
Juan Ramírez Biedermann
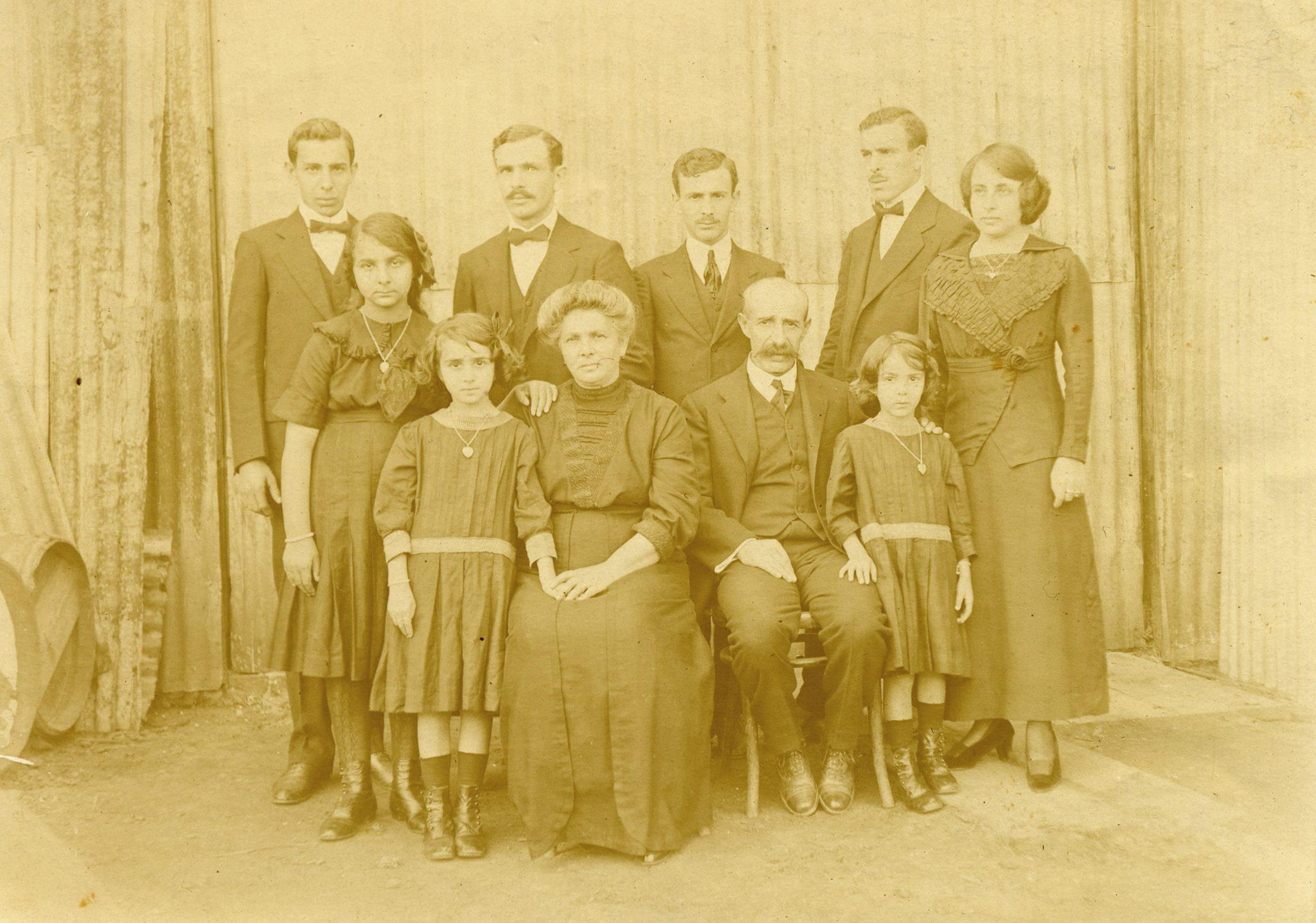
Familia Friedmann, familia judía de Hungría asentada en el Paraguay